# Johanna Staude

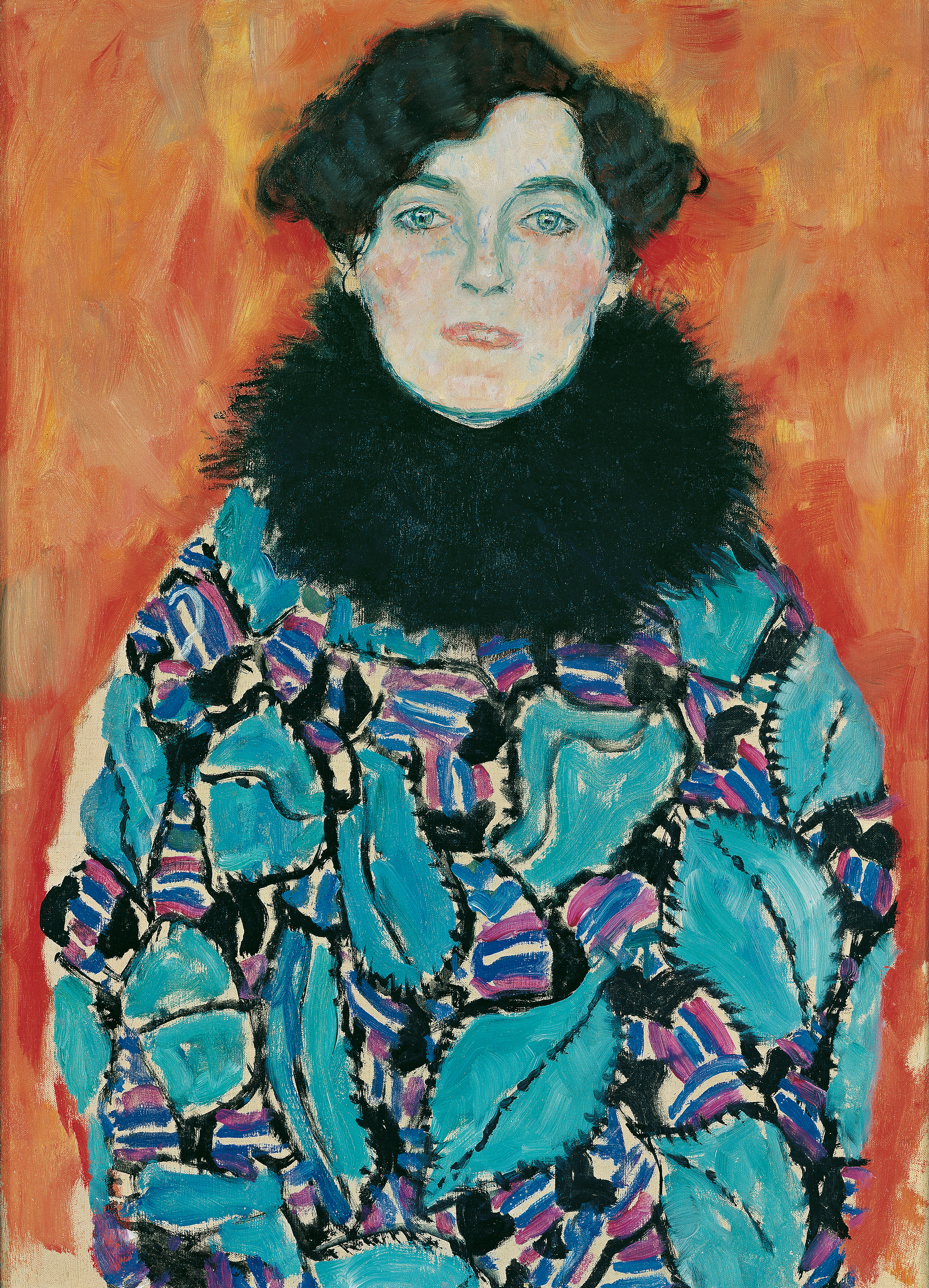
Gustav Klimt: Johanna Staude, Österreichische Galerie Belvedere

Johanna Staude, geborene Johanna Widlicka (* 16. Februar 1883 in Wien; † 2. Juli 1967 ebenda) war eine österreichische Sprachlehrerin und Teil der Künstlerfamilie Widlicka (auch Widlizka oder Widliczka). Der Maler Gustav Klimt schuf ein Porträt von ihr, das heute Teil der Sammlung der österreichischen Galerie Belvedere ist.

## Leben
Johanna Widlicka war die Schwester der beiden akademischen Maler Leopold und Anton Widlicka sowie des Opernsängers Richard Widlicka. 1914 heiratete sie Franz Staude. Die Scheidung erfolgte 1918. Im Lehmann-Adressverzeichnis wurde Johanna Staude als Sprachlehrerin geführt. Auch in der Passagierliste des Dampfschiffes „Orbita“ der Reederei Royal Mail Steam Packet & Co., das am 29. November 1922 von Hamburg aus in Richtung New York aufbrach, wurde sie als „Sprachlehrer“ geführt. Im Herold-Adressbuch für Wien war sie auch als Kunstmalerin ausgewiesen, bisher sind aber keine Werke bekannt.
Das unvollendete Porträt „Johanna Staude“ (1917/18) ist eines der letzten Damenbildnisse Gustav Klimts. Staude stand nach eigenem Bericht auch Modell für Egon Schiele. Nach John Collins stellte Klimt sie dem Schriftsteller Peter Altenberg vor, für den sie später arbeitete. Altenberg titulierte Staude als einen „modernen Engel“.
Auch Klimt stellte die 34-Jährige als moderne Frau dar, die in dem Brustbild selbstbewusst den Betrachter anblickt. Sie trägt eine hochmodische Kurzhaarfrisur, wie sie in den 1920er Jahren als Bob von vielen, vor allem städtischen Frauen getragen werden sollte. Ihr Oberteil ist ein Modell aus einem Wiener-Werkstätte-Stoff. Das türkis-grüne Muster ‚Blätter‘ wurde von der Kunstgewerbeschülerin und Wiener Werkstätte-Mitarbeiterin Martha Alber entworfen und steht in Kontrast zum rot-orangen Hintergrund von Klimt. Johanna Staude trägt eine Federboa, die den Blick auf ihr Gesicht mit den strahlend hellblauen Augen lenkt. Der Mund ist nicht fertig ausgeführt. Man erkennt noch die Unterzeichnung unter dem dünnen roten Farbstrich. Auf die Frage Staudes, warum der Mund nicht fertig wurde, antwortete Klimt der Überlieferung nach: „Weil du dann nimmer mehr ins Atelier kommen würdest.“
Johanna Staude verkaufte das 70 × 50 cm große Ölbild im Jahr 1963 an die Österreichische Galerie Belvedere. Sie starb 1967 mit 84 Jahren und wurde auf dem Friedhof Ober-Sankt-Veit begraben.